# جوانی (فیلم ۲۰۰۲)
جوانی (انگلیسی: Youth) فیلمی در ژانر رمانتیک است که در سال ۲۰۰۲ منتشر شد.